# Mary Odette
Marie Odette Goimbault (10 de agosto de 1901 – 26 de março de 1987) foi uma atriz nascida na França. Ela atuou durante o cinema mudo, sob o nome de Mary Odette.

## Filmografia selecionada
- With All Her Heart (1920)
- Torn Sails (1920)
- Mr. Gilfil's Love Story (1920)
- The Hypocrites (1923)
- The Lion's Mouse (1923)
- The Diamond Man (1924)
- Not for Sale (1924)
- Nets of Destiny (1924)
- Kean (1924)
- Father Voss (1925)
- She (1925)
- Elegantes Pack (1925)
- If Youth But Knew (1926)
- Emerald of the East (1929)